# نعل‌شکن (قصرشیرین)
نعل‌شکن (قصرشیرین)، روستایی از توابع بخش سومار شهرستان قصر شیرین در استان کرمانشاه ایران است.

## جمعیت
این روستا در دهستان سومار قرار دارد و براساس سرشماری مرکز آمار ایران در سال ۱۳۸۵، جمعیت آن ۸۳ نفر (۱۵خانوار) بوده‌است.